# بیلادمولس
بیلادمولس (به اسپانیایی: Vilademuls) یک شهرستان در اسپانیا است که در خرنا واقع شده‌است.

## خصوصیات
بیلادمولس ۶۱٫۱ کیلومترمربع مساحت و ۷۸۰ نفر جمعیت دارد و ۱۸۲ متر بالاتر از سطح دریا واقع شده‌است.